# シャンテパルク新山
シャンテパルク新山（シャンテパルクにいやま）は広島県世羅郡世羅町にある多目的施設。

## 概要
展望台・キャンプ場・ステージ・公園を備えた多目的施設。
利用料は無料。
管理者は世羅町産業観光課。

## 自然
標高635.0 mの新山の頂上付近にあり世羅市街を見渡せる。夜には星がきれいに見える。
天候の良い日には遠く中国山地も見渡せるポイント。
釈久和池の周りの湿原遊歩道を散策すれば、四季を通じて植物や野鳥を観察する事もできる。

## 交通
- JR三原駅からバス50分
- 山陽自動車道河内インターチェンジから50分